# Anisodes mediaria
Anisodes mediaria là một loài bướm đêm trong họ Geometridae.